# Списак мочвара у Србији
Ово је списак мочвара у Србији.
- Бара Затоња (Широка бара) 44° 57′ 1.8″ N 20° 20′ 4.2″ E / 44.950500° С; 20.334500° И
- Бара Колда 45° 11′ 3.48″ N 20° 34′ 28.56″ E / 45.1843000° С; 20.5746000° И
- Бара Црвенка 45° 28′ 15.6″ N 20° 15′ 11.88″ E / 45.471000° С; 20.2533000° И
- Бара Шубарка 45° 17′ 49.2″ N 20° 43′ 46.2″ E / 45.297000° С; 20.729500° И
- Бељанска бара 45° 33′ 07″ N 19° 54′ 36″ E / 45.55194° С; 19.91000° И
- Велика бара (Јасенска) 44° 42′ 5.76″ N 20° 5′ 1.32″ E / 44.7016000° С; 20.0837000° И
- Велика Слатина (бара) код опова45° 3′ 21.6″ N 20° 28′ 51.6″ E / 45.056000° С; 20.481000° И
- Велики сигет 46° 5′ 50.64″ N 20° 10′ 52.32″ E / 46.0974000° С; 20.1812000° И
- Гуштерице 45° 49′ 15.6″ N 18° 58′ 34.68″ E / 45.821000° С; 18.9763000° И
- Дарашка бара 45° 48′ 26.28″ N 18° 53′ 53.52″ E / 45.8073000° С; 18.8982000° И
- Делечир 45° 43′ 37.2″ N 20° 16′ 40.44″ E / 45.727000° С; 20.2779000° И
- Зелене баре 44° 54′ 27.36″ N 19° 32′ 52.08″ E / 44.9076000° С; 19.5478000° И
- Зидине 45° 47′ 55.68″ N 20° 15′ 43.92″ E / 45.7988000° С; 20.2622000° И
- Казук 45° 44′ 20.76″ N 18° 55′ 40.44″ E / 45.7391000° С; 18.9279000° И
- Карамејдани 43° 5′ 42.72″ N 20° 6′ 46.08″ E / 43.0952000° С; 20.1128000° И
- Карапанђа 45° 53′ 12.12″ N 18° 51′ 30.96″ E / 45.8867000° С; 18.8586000° И
- Кечкелер (Рондетлер, Линово) 45° 52′ 37.56″ N 20° 19′ 28.2″ E / 45.8771000° С; 20.324500° И
- Ланиште 45° 45′ 19.08″ N 20° 15′ 21.96″ E / 45.7553000° С; 20.2561000° И
- Ливаде 45° 21′ 36″ N 20° 55′ 39.36″ E / 45.36000° С; 20.9276000° И
- Лудошка бара (Јарковац) 45° 15′ 21.96″ N 20° 40′ 20.64″ E / 45.2561000° С; 20.6724000° И
- Мали рит 44° 54′ 46.8″ N 20° 37′ 17.04″ E / 44.913000° С; 20.6214000° И
- Млака (Водоплав) 45° 14′ 13.56″ N 20° 48′ 48.6″ E / 45.2371000° С; 20.813500° И
- Мостонга 45° 49′ 17.4″ N 19° 4′ 19.56″ E / 45.821500° С; 19.0721000° И
- Обедска бара 44° 43′ 22.08″ N 19° 56′ 51.72″ E / 44.7228000° С; 19.9477000° И
- Пактово 45° 40′ 24.96″ N 20° 16′ 33.24″ E / 45.6736000° С; 20.2759000° И
- Пашњак (Кереш) 46° 1′ 26.4″ N 19° 57′ 36″ E / 46.024000° С; 19.96000° И
- Пеглајз 45° 19′ 19.2″ N 20° 23′ 0.96″ E / 45.322000° С; 20.3836000° И
- Посавље 44° 49′ 39.36″ N 19° 41′ 40.92″ E / 44.8276000° С; 19.6947000° И
- Рит 45° 24′ 32.76″ N 20° 54′ 10.44″ E / 45.4091000° С; 20.9029000° И
- Самарин 45° 20′ 9.96″ N 20° 58′ 12.72″ E / 45.3361000° С; 20.9702000° И
- Сурзије (Рогач, Гатиште) 45° 19′ 8.04″ N 20° 40′ 34.32″ E / 45.3189000° С; 20.6762000° И
- Тоња (Козјак) 45° 11′ 16.08″ N 20° 0′ 57.96″ E / 45.1878000° С; 20.0161000° И
- Ћирил бара (Сенајске баре) 44° 49′ 45.84″ N 19° 43′ 12.72″ E / 44.8294000° С; 19.7202000° И
- Утрина 44° 57′ 42.48″ N 20° 37′ 24.24″ E / 44.9618000° С; 20.6234000° И
- Царска бара (Ревеница) 45° 15′ 0.36″ N 20° 24′ 0.72″ E / 45.2501000° С; 20.4002000° И
- Чуруг 45° 12′ 59.76″ N 20° 30′ 56.16″ E / 45.2166000° С; 20.5156000° И
- Краљево језеро (Јарош Кањижа) 46° 6′ 12.24″ N 19° 59′ 21.84″ E / 46.1034000° С; 19.9894000° И